# Cordillera Huaguruncho
La cordillera Huaguruncho es una cadena montañosa integrada en el conjunto de la cordillera Oriental del Perú. Se extiende a lo largo de unos 30 km sobre los bordes de la selva amazónica, con una disposición norte-sur, atravesando parte de los departamentos de Huánuco y Pasco. La cordillera se encuentra cubierta de neveros con una superficie glaciar de 23,4 km², alcanzando su máxima elevación en el nevado Huaguruncho, con 5.723 m s. n. m.

## Ubicación geográfica
La cordillera Huaguruncho está ubicada a unos 55 Kilómetros al nordeste del lago Junín, cerca de la localidad de Huachón. Está comprendido entre los 10° 24′ y 10° 35′ de latitud Sur, y los 76° 01′ y 70° 50′ de latitud Oeste del meridiano de Greenwich, atravesando la parte central del departamento de Pasco (Provincia de Pasco y Oxapampa) y sur de Huánuco (Provincia de Pachitea y Ambo), entre los picos de Jocholampa y Hualgashjanca.

## Morfología
La característica principal de la cordillera es presentar una morfología bastante abrupta afectada por una intensa erosión glaciar, con presencia de lagunas y valles glaciares cuyo fondo amplio es en forma de U; sobre la cual se acumulan depósitos morrénicos y glaciofluviales.

## Lagunas
De los deshielos de los glaciares de la cordillera se han formado, tanto en su vertiente occidental como en la oriental, unas 70 lagunas altoandinas que constituyen reservorio naturales de agua para las poblaciones humanas que viven cerca a la cordillera, así como hábitat de una fauna diversa. Las lagunas constituyen además en el ambiente natural de una diversidad de aves y de varias especies de peces nativos e introducidos como la trucha. Muchas de estas lagunas son de una gran belleza paisajística, como las lagunas Huascacocha, Suiracocha, Pacchapata y Añilcocha, cuyas aguas son de color turquesa.
La mayoría de las lagunas poseen un gran potencial hidroenergético que viene siendo aprovechado desde hace varias décadas en la generación de energía eléctrica para asientos mineros de la sierra central del Perú.

## Hidrología
Esta cordillera da nacimiento a varios ríos que pertenecen tanto a la vertiente del Océano Pacífico como a la del Atlántico. En la vertiente oriental de la cordillera se encuentran las nacientes de dos ríos, el Huancabamba y el Santa Cruz, que al unirse forman el río Pozuzo, tributario a su vez del río Palcazú, que desemboca en el río Pachitea. Otros deshielos de la parte oriental de la cordillera bajan al norte para formar el río Huallaga, notable tributario amazónico del Marañon. De la vertiente occidental de la cordillera nace el río Antacancha, que después se llama Huachón, que a su vez desemboca en el río Paucartambo y pertenece a otra cuenca amazónica, la del Perené.

## Ascensiones históricas
Entre las más interesantes ascensiones en esta cordillera se encuentran la del nevado Huaguruncho en 1945 por los suizos F. Marmillod y J. Beran. Este último la repitió al año siguiente junto al geólogo suizo Hans Spann, cuya actividad científica sería importante después con la realización al estudio de la seguridad de las lagunas de la cordillera Blanca. En 1942 fue escalado el nevado Ñausacocha por los británicos R. Bishop y P. Coyle, quienes reconocieron la cuenca oriental que desciende hacia la selva por los ríos Quiparacra y Huaylamayo con los nombres de ríos Lucma y Paucartambo hacia Oxapampa.

## Turismo
La cordillera de Huaguruncho no solo alberga riquezas naturales sino también importantes recursos culturales como las instituciones comunitarias y los sistemas tradicionales de producción agropastoril de las poblaciones locales, así como monumentos arqueológicos como el camino de origen inca que, partiendo de la meseta de Bombón, atraviesa la cordillera para dirigirse hacia Huancabamba, en la ceja de montaña.

## Cumbres
Cubierta por cumbres de nieves, la cordillera de Huaguruncho alcanza su mayor altitud en el nevado del mismo nombre, Huaguruncho, con 5.723 metros.
| Nombre            | Altitud (m s. n. m.) | Coordenadas                                  |
| ----------------- | -------------------- | -------------------------------------------- |
| Huaguruncho       | 5.723                | 10°31′51″S 75°55′52″O / -10.53083, -75.93111 |
| Ñausacocha        | 5.152                | 10°28′49″S 75°56′32″O / -10.48028, -75.94222 |
| Yanacocha         | 5.138                | 10°33′59″S 75°56′30″O / -10.56639, -75.94167 |
| Añilcocha         | 5.073                | 10°30′39″S 75°53′10″O / -10.51083, -75.88611 |
| Huaguruncho Norte | 5.035                | 10°28′59″S 75°59′07″O / -10.48306, -75.98528 |
| Quiulacocha       | 5.012                | 10°30′08″S 76°00′39″O / -10.50222, -76.01083 |
| Altos Machay      | 4.910                | 10°32′01″S 75°52′17″O / -10.53361, -75.87139 |
| Hualgashjanca     | 4.901                | 10°34′09″S 75°51′07″O / -10.56917, -75.85194 |
| Ñausanca          | 4.851                | 10°34′07″S 75°52′28″O / -10.56861, -75.87444 |
| Jochojanca        | 4.825                | 10°25′36″S 76°01′38″O / -10.42667, -76.02722 |